# América (Argentine)
Pour les articles homonymes, voir América.
América est une localité argentine située dans le partido de Rivadavia, dans la province de Buenos Aires.

## Démographie
La localité compte 11 685 habitants (Indec, 2010), ce qui représente une augmentation de 12 % par rapport au recensement précédent de 2001 qui comptait 10 361 habitants.

## Religion
| Diocèse  | Nueve de Julio |
| -------- | -------------- |
| Paroisse | San Bernardo   |